# A Bittersweet Life
Pour plus de détails, voir Fiche technique et Distribution.
A Bittersweet Life (hangeul : 달콤한 인생 ; RR : Dalkomhan insaeng, litt. « La vie douce ») est un film d'action sud-coréen écrit et réalisé par Kim Jee-woon, sortie en 2005.

## Synopsis
Kim Sun-woo (Lee Byung-hun) est un exécuteur de haut rang et un fidèle bras droit du patron du crime Kang (Kim Yeong-cheol). Les deux partagent des inquiétudes concernant les tensions commerciales avec Baek Dae-sik (Hwang Jung-min), un fils d'une famille rivale. Auparavant, Sun-woo avait battu les hommes de Baek pour avoir séjourné trop longtemps dans leur boîte de nuit. Kang, se préparant à partir en voyage d'affaires, confie à Sun-woo la surveillance de sa jeune maîtresse Hee-soo (Sin Min-ah), qu'il suspecte d'avoir une "liaison" avec un autre homme.
Alors que Sun-woo remplit son devoir  en suivant Hee-soo et en l'escortant à un récital de musique, il devient de plus en plus captivé par la beauté de la fille alors qu'il se remémore des aperçus de sa vie personnelle solitaire et vide. Lorsqu'il surprend Hee-soo et son amant chez elle, il bat l'homme et se prépare à informer Kang. Cependant, il change d'avis et épargne les deux à condition qu'ils ne se revoient plus, ce qui lui vaut la colère de Hee-soo.
Plus tard, un homme demande à Sun-woo de s'excuser d'avoir battu les hommes de Baek, mais il refuse. Énervé, il s'enivre dans son appartement et est enlevé par des sbires de Baek. Ils se préparent à le tuer, mais Kang le sauve avec un appel téléphonique. Kang, qui a appris sa tentative de dissimulation de l'affaire Hee-soo, remet en question son mobile, mais il ne répond pas. Kang ordonne à ses hommes de torturer Sun-woo, mais lui donne une chance de corriger son erreur. Au lieu de cela, Sun-woo s'échappe et jure de se venger.
Sun-woo offre à Hee-soo comme cadeau d'adieu une lampe, puis tente d'acheter une arme de poing. L'accord tourne mal et il finit par tuer les marchands d'armes. Cela entraîne une vendetta avec le frère d'un des marchands, qui se rend dans la discothèque où il travaille. Sun-woo attire Baek vers une patinoire, mais celui-ci à le temps de poignarder à plusieurs reprises Sun-woo, qui tue Baek et repart blessé.
Sans se décourager, il arrive à la boîte de nuit et se fraye un chemin. Face à Kang, Sun-woo évoque la façon dont il a été maltraité malgré ses années de loyauté. Ne recevant aucune justification, Sun-woo tue Kang. Les hommes de main de Baek, qui ont suivi Sun-woo, tirent sur lui et sur les hommes de main de Kang. Sun-woo apparaît comme le seul survivant de la bataille, avant que le frère du marchand d'armes n'apparaisse. Saignant abondamment, Sun-woo se souvient d'avoir regardé le récital de musique de Hee-soo. C'était la seule fois où il avait été vu souriant. Le frère du marchand d'armes l'exécute ensuite.
Le film se termine par une scène, où Sun-woo regarde par la fenêtre la ville en dessous de lui. Après s'être assuré qu'il est seul, il commence à observer son reflet dans la fenêtre et à boxer dans le vide, l'air très heureux.

## Fiche technique
Sauf indication contraire ou complémentaire, les informations mentionnées dans cette section peuvent être confirmées par la base de données KMDb.
- Titre : A Bittersweet Life
- Titre original : 달콤한 인생 (Dalkomhan insaeng)
- Réalisation et scénario : Kim Jee-woon
- Direction artistique : Ryu Seong-hui et Lee Cheong-mi
- Costumes : Jo Sang-gyeong
- Photographie : Kim Ji-yong
- Montage : Choi Jae-geun
- Musique : Jang Young-gyu et Dalparan
- Production : Oh Jeong-wan et Lee Yoo-jin
- Société de production : Bom Film Productions
- Sociétés de distribution : CJ Entertainment (Corée du Sud) ; Mars Films (France)
- Pays d'origine :  Corée du Sud
- Langues originales : coréen, russe
- Format : couleur - 2,35:1 - Dolby Digital - 35 mm
- Genre : Action, drame et film de gangsters
- Durée : 118 minutes
- Dates de sortie :
  - Corée du Sud : 1er avril 2005
  - France : 10 mai 2006
- Interdit en salles aux moins de 12 ans avec avertissement en France.

## Distribution
- Lee Byung-hun (VF : Anatole de Bodinat) : Kim Seon-woo
- Kim Yeong-cheol (VF : Bernard-Pierre Donnadieu) : Monsieur Kang
- Sin Min-ah : Hee-soo
- Kim Roi-ha (VF : Boris Rehlinger) : Moon-seok
- Lee Ki-young : Oh Moo-seong, l'homme de main de Baek
- Oh Dal-soo : Myeong-goo
- Kim Hae-gon : Tae-woong, le trafiquant d'armes
- Kim Han : Se-yoon
- Jin Goo : Min-gi, le bras droit de Kim Sun-woo
- Lee Hang-soo : le président Won
- Oh Kwang-rok
- Jun Gook-hwan : le président Baek
- Lee Seung-ho : le patron Park
- Park Seon-woong : Kyeong-pyo
- Hwang Jeong-min : Baek Dae-sik, le fils du président Baek
- Eric Mun : Tae-goo, le frère de Tae-woong
- Jeong Yu-mi : Mi-Ae

## Accueil

### Accueil critique
En France, le site Allociné propose une moyenne de 3,5⁄5, d'après l'interprétation de 23 critiques de presse.

## Distinctions

### Récompenses
- Grand Bell Awards 2005 : Meilleur second rôle masculin pour Hwang Jeong-min
- Festival de Cannes 2005 : sélection officielle
- Festival du film asiatique de Deauville 2006 : Grand prix Lotus Action Asia

### Sources
- Critique Sancho does Asia
- Critiques Cinemasie
- Critique d'Orient Extrême